# Marsupilami
Marsupilami je strip belgijskog crtača stripova Andréa Franquina, prvi put objavljen 31. siječnja 1952. u časopisu Spirou. Od tada se redovito objavljivao do 1968. godine. Ponovno se počeo izdavati 1987. u izdanju francuske nakladničke kuće Marsu Productions i do sada su objavljena 23 stripa (posljednji u svibnju 2011.)
Glavni lik stripa, koji se zove Marsupilami, biće je slično majmunu i živi u prašumi. Ime potječe od francuskih riječi marsupiaux (tobolčar) i ami (prijatelj). Marsupilami ima žuto točkasto krzno te dug, savitljiv rep nalik na oprugu, koji može služiti u razne svrhe. Glasa se uzvikom "houba", a njegova družica izvikuje "houbii". Njihova djeca zovu se: Bibi, Bibu i Bobo.
U kasnim 1980-ima, ponovno je pokrenuto izdavanje ovog stripa. Kasnije su nastala dva serijala crtanih filmova s Marsupilamijem (djelo Disneya 1993. i Marathon Animationa od 2000. do danas), kao i videoigre Sega Genesis. Crtani filmovi prikazani su u 36 zemalja svijeta, ali ne i u Hrvatskoj. Po Marsupilamiju je nazvan Asteroid 98494.
Strip je izvorno nastao na francuskom i preveden je na nekoliko jezika, kao što su: nizozemski, njemački, španjolski, portugalski i nekoliko skandinavskih jezika. Prodano je više od tri milijuna stripova.